# Trichostomum
Trichostomum là một chi rêu trong họ Pottiaceae.